# 维亚尔齐利亚
维亚尔齐利亚（羅馬化：Vyartsilya）是俄罗斯卡累利阿共和国的市级镇，属共和国辖市索尔塔瓦拉市，位于尤万约基河（Юуванйоки）畔，在索尔塔瓦拉北、共和国首府彼得罗扎沃茨克西偏北方，靠近俄芬国界。
该地2021年人口有2,916人；2010年人口3,080；2002年人口3,230；1989年人口2,915。